# 유구치 에이조
유구치 에이조(일본어: 湯口 栄蔵, 1945년 7월 4일 ~ 2003년 2월 2일)는 일본의 전직 축구 선수로 현역 시절 포지션은 미드필더였다.

## 선수 시절

### 클럽
1945년 7월 4일 일본 오사카부 오사카시에서 태어나 메이세이 고등학교, 간사이 대학을 졸업한 뒤 1968년 연고팀인 얀마 디젤에 입단했다. 
그리고 입단 이후 1972년 은퇴할 때까지 4년간 한팀에서만 활약했고 이 기간동안 일본 사커 리그 1회 우승(1971) 및 2회 준우승(1968, 1972), 천황배 2회 우승(1968, 1970) 및 2회 준우승(1971, 1972)에 일조했으며 1968년에는 일본 사커 리그 투혼상을 수상하는 기염을 토했다.

### 국가대표팀
1968년 하계 올림픽 본선 23인 엔트리에 합류하며 처음으로 국가대표 유니폼을 입은 이후 동메달이라는 일본 축구 역사상 최초이자 아시아 국가 첫 올림픽 메달 획득에 일조했고 이후 1970년 FIFA 월드컵 아시아·오세아니아 지역 예선과 1970년 아시안 게임에 출전하여 이 가운데 1970년 아시안 게임에서 2회 연속 아시안 게임 4강 진출에 이바지했으나 아쉽게도 메달 획득에는 실패했다. 
그리고 1970년 아시안 게임이 끝난 이후 A매치 통산 5경기 1골의 기록을 남기고 은퇴했으며 2003년 2월 2일 위암 투병 끝에 나라현 나라시에서 59세를 일기로 생을 마감했다.

## 통계
| 일본 | 일본 | 일본 |
| 연도 | 출전 | 득점 |
| ---- | ---- | ---- |
| 1969 | 1    | 0    |
| 1970 | 4    | 1    |
| 통산 | 5    | 1    |